# 在アルバニア日本国大使館
在アルバニア日本国大使館（アルバニア語: Ambasada e Japonisë në Shqipëri、英語: Embassy of Japan in Albania）は、アルバニアの首都ティラナにある日本の大使館。

## 歴史
戦間期に在アルバニア日本帝国公使館が置かれていたが、第二次世界大戦直前の1939年7月、大日本帝国とアルバニア王国の外交関係終了を受けて閉鎖された。
1981年3月、アルバニア社会主義人民共和国（現・アルバニア共和国）と日本国の間で国交が再開される。その後、ウィーンの在オーストリア日本国大使館やローマの在イタリア日本国大使館による兼轄を経て、2017年1月1日、ティラナに在アルバニア日本国大使館が開設された。初代アルバニア常駐大使は伊藤眞。

## 所在地
Rruga e Kavajes Nd 50, H1 Kodi Postar 1023, Tirana